# فرودگاه لک پو
فرودگاه لک پو (به انگلیسی: Lac Pau (Caniapiscau) Water Aerodrome) یک فرودگاه همگانی است که یک باند فرود آب دارد. این فرودگاه در کشور کانادا قرار دارد و در ارتفاع ۵۰۵ متری از سطح دریا واقع شده است.